# Гениохиоидни мишић
Гениохиоидни мишић (лат. musculus geniohyoideus) је парни натхиоидни мишић врата, који се налази у средњем слоју предње групе његове мускулатуре. Постављен је изнад милохиоидног мишића, док са горње стране остварује контакт са гениоглосним мишићем језика.
Мишић се припаја на тзв. брадној бодљи тела доње вилице и одатле се простире унапред и према доле до тела подјезичне кости.
Инервишу га завршне гранчице подјезичног живца, а улога мишића зависи од тачке његовог ослонца. Он подиже хиоидну кост током акта гутања и говора, а учествује и у спуштању мандибуле и отварању уста.